# Lijst van Franse autosnelwegen

kaart

Een overzicht van de Franse autosnelwegen (autoroutes). Hiervan zijn diverse tolwegen (péage).

## A1 – A9
- A1 Autoroute du Nord: Parijs – Lille
- A2 : A1 bij Péronne – België richting Bergen (Mons) en Brussel
- A3 : Parijs – A1 Parijs-Noord
- A4 Autoroute de l'Est: Parijs – Straatsburg (Strasbourg)
- A5 : Parijs- Troyes – Langres
- A6 Autoroute du Soleil: Parijs – Lyon
- A7 Autoroute du Soleil: Lyon – Marseille
- A8 La Provençale: La Fare-les-Oliviers – Italië
- A9 La Languedocienne Orange – Narbonne
- A9 La Catalane: Narbonne – Spanje

## A10 – A19
- A10 L'Aquitaine: Parijs – Bordeaux
- A11 L'Océane: Parijs – Nantes
- A12 : A13 – Trappes
- A13 Autoroute de Normandie: Parijs – Caen
- A14 : La Défense – Orgeval
- A15 : Villeneuve-la-Garenne – Cergy Pontoise
- A16 Route des Estuaires, L'Européenne  of Autoroute du Littoral: L'Isle-Adam – Amiens – Abbeville – België richting Veurne
- A19 : A5 Sens – A10 Chevilly

## A20 – A29
- A20 L'Occitane: Vierzon – Orléans – Montauban richting Toulouse
- A21 : Lens – Douai
- A22 : Lille – België richting Kortrijk
- A23 : Lille – Valenciennes
- A24 : Amiens – Lille (gepland)
- A25 : Lille – Duinkerke (Dunkerque)
- A26 Autoroute des Anglais: Troyes – Calais
- A27 : Rijsel – België richting Doornik (Tournai)
- A28 : Abbeville – Tours
- A29 : Beuzeville – Saint-Quentin

## A30 – A39
- A30 : Uckange – Bassompierre
- A31 : Beaune – Luxemburg
- A32: Oorspronkelijk gepland tussen Toul en Luxemburg, maar vervangen door geplande aanpassingen aan A31.
- A33 : Nancy – Hudiviller
- A34 : Reims – Charleville-Mézières
- A35 L'Alsacienne: Straatsburg – Bazel (Basel)
- A36 La Comtoise: Beaune – Mulhouse – Duitsland
- A37: Tot 1982 de naam van het traject van de huidige A31 tussen Beaune en Dijon.
- A38 : Pouilly-en-Auxois – Dijon
- A39 Autoroute verte: Dijon – Bourg-en-Bresse

Autosnelwegen A40-A49.

## A40 – A49
- A40 Autoroute des Titans: Mâcon – Genève
- A40 Autoroute Blanche: Genève – Mont Blanctunnel
- A41 : Genève – Grenoble
- A42 : Lyon – Pont d'Ain
- A43 Autoroute de la Maurienne: Lyon – Fréjustunnel naar Italië
- A44 : Geprojecteerde route westelijk langs Lyon
- A45 : Geprojecteerd tussen Lyon en Saint-Étienne
- A46 : Anse – Givors
- A47 : Lyon – Saint-Étienne
- A48 : Lyon – Grenoble
- A49 : Grenoble – Valence

## A50 – A59
- A50 : La Barque – Toulon
- A51 Autoroute du Val de Durance: Marseille – Gap
- A52 : Aubagne – Pont de l'Étoile
- A53 : Oude naam van de route tussen Roquebrune & Menton, tegenwoordig deel van de A8.
- A54 : Nîmes – Salon
- A55 : St Martin de Crau – Marseille
- A56 : Salon de Provence – Fos-sur-Mer
- A57 : Toulon – Vidauban
- A58 : Geprojecteerd tussen Mandelieu & Nice Nord. Ook wel A8 bis

## A60 – A69
- A61 Autoroute des Deux Mers: Toulouse – Narbonne
- A62 Autoroute des Deux Mers: Bordeaux – Toulouse
- A63 : Bordeaux – Biriatou (Spaanse grens)
- A64 la Pyrénéenne: Toulouse – Bayonne
- A65 Autoroute de Gascogne: Langon – Mont-de-Marsan – Pau
- A66 : Toulouse – Foix
- A68 : Toulouse – Albi

## A70 – A79
- A71 : Orléans – Clermont-Ferrand
- A72 : Saint-Étienne – Clermont-Ferrand
- A75 la Méridienne: Clermont-Ferrand – Béziers (met daarin het Viaduct van Millau)
- A77 Autoroute de l'arbre: Rosiers – Moulins
- A79 : Montmarault – Digoin

## A80 – A99
- A81 :l'Armoricaine: Le Mans – La Gravelle
- A82 :la Bretonne: Nantes, gepland tot Brest
- A83 :la Vendéenne: Nantes – Niort
- A84 :l'autoroute des estuaires: Rennes – Caen
- A85 : Angers – Vierzon
- A86 : Ringweg Parijs
- A87 : la Vendéenne: Angers – La Roche
- A88 : Caen – Sées
- A89 : la Transeuropéenne of Autoroute des présidents: Lyon – Bordeaux

## A100 – A299
- A103 : Villemomble – A3
- A104 La Francilienne, Grande ceinture van Île-de-France: grote ring om Parijs. De Francilienne is niet compleet.
- A105 : Combs-La-Ville – Melun
- A106 : A6 – vliegveld Orly
- A110 : Geprojecteerd tussen Ablis & Tours
- A115 : Ermont – Méry-Sur-Oise
- A126 : A6 – A10
- A131 : Le Havre – A13 bij Bourneville
- A132 : A13 – Deauville & Trouville
- A139 : Grand-Quevilly – Rouen
- A140 : A4 – Meaux
- A150 : Rouen – Barentin
- A151 : A150 bij Rouen – A29 bij Tôtes
- A154 : A13 – Louviers
- A186 : Montreuil – A3
- A199 : Marne-la-Vallée
- A203 : Charleville-Mézières – Sedan
- A211 : Lens – Méricourt
- A216 : A16 / A26 – N216

## A300 – A499
- A314 : Uitvalsweg Metz richting Straatsburg
- A315 : Uitvalsweg Metz richting Parijs
- A320 : Freyming-Merlebach – Duitsland richting Saarbrücken
- A330 : Nancy – Richardménil
- A350 : Straatsburg
- A351 : Straatsburg
- A352 : Entzheim – Obernai
- A355: Westelijke omleiding van Straatsburg
- A391 : Bersaillin – Poligny
- A401 : A40 – Genève (Zwitserland)
- A404 : Oyonnax – Maillat
- A406 : Zuidelijke rondweg van Mâcon
- A410: Nu deel van de A41 (omgenummerd in 2008)
- A140 : Ring rond Meaux
- A411 : A40 – Genève (Zwitserland)
- A430 : verlenging van de A43 naar Albertville
- A432 : Saint-Laurent-de-Mure – Montluel (Lyon Airport)
- A450 : Lyon – St-Genis-laval
- A466 : A6 – A46
- A480 : Westelijke rondweg Grenoble (A48/A51)

## A500 – A749
- A501 : Aubange (A50/A52)
- A502 : Aubange (A50/N8)
- A507 : Geprojecteerd: Marseille La Rose – A50 Marseille Saint-Loup
- A520 : Auriol (A52-N560)
- A557 : A7/A55
- A570 : A57 – Hyères (N98)
- A620 : Périphérique van Toulouse
- A621 : Périphérique van Toulouse- l'aéroport de Blagnac
- A624 : Périphérique van Toulouse- RN 124
- A630 : Périphérique van Bordeaux
- A641 : Antenne de Peyrehorade
- A645 : Montréjeau – A64
- A660 : Arcachon – A63
- A680 : Bretelle de Verfeil
- A701 : Orléans
- A710 : Clermont-Ferrand
- A711 : Clermont-Ferrand
- A719 : Gannat

## A750 – A999
- A750 : Clermont-l'Hérault – Montpellier.
- A811 : Nantes
- A821 : Nantes
- A831 : Fontenay-le-Comte
- A837 : Rochefort – A10 Saintes
- A844 : Nantes

## Gepland
- A88 : Caen-Falaise Nord
- A750 : Westelijke rondweg Montpellier + aansluiting op A9
- A79 (2022) : Montmarault – Paray-le-Monial, deel van de RCEA